# Pariphiculus coronatus
Pariphiculus coronatus is een krabbensoort uit de familie van de Iphiculidae. De wetenschappelijke naam van de soort is voor het eerst geldig gepubliceerd in 1894 door Alcock & Anderson.